# 臨床医
臨床医（りんしょうい）とは、ヒトの診療に携わる医師、歯科医師、ヒト以外の動物の診療に携わる獣医師のことである。